# Anatol Weczer
Anatol Weczer (ur. 25 kwietnia 1902 w Warszawie, zm. 11 lipca 1983 w Szczecinie) – polski dziennikarz, fotoreporter

## Życiorys
Anatol Weczer pochodził z wielodzietnej rodziny rzemieślniczej. Szkołę średnią ukończył w Warszawie. W 1938 rozpoczął pracę jako dziennikarz „Dziennika Ludowego” w Łodzi. Podczas II wojny światowej przebywał na terenie Związku Radzieckiego, wykonując różne zawody.  Był działaczemZwiązku Patriotów Polskich. W lipcu 1946 osiedlił się wraz z żoną Felicją w Szczecinie. Pracował w Zarządzie Miejskim i w Zjednoczeniu Budownictwa Miejskiego. W 1954 podjął próby powrotu do dziennikarstwa w roli fotoreportera. Wkrótce jego zdjęcia dokumentujące rozbudowę Szczecina i najważniejsze wydarzenia w mieście zaczęły ukazywać się w prasie lokalnej i ogólnopolskiej. Był fotoreporterem „Głosu Szczecińskiego” i „Kuriera Szczecińskiego”. Jako fotograf i autor krótkich komentarzy współpracował z tygodnikiem „Świat” i z magazynem ilustrowanym „Panorama Północy”. Był cenionym korespondentem i fotoreporterem Centralnej Agencji Fotograficznej (CAF). W 1967 został laureatem konkursu World Press Photo.
Anatol Weczer jest autorem ponad 10 tysięcy fotografii, będących zapisem trzydziestoletniej historii polskiego Szczecina. Obecnie zdjęcia te znajdują się w zbiorach Książnicy Pomorskiej oraz w zbiorach Archiwum Państwowego w Szczecinie.
Anatol Weczer został pochowany na Cmentarzu Centralnym w Szczecinie w kwaterze 44-2-9.

## Wystawy
- Pierwsza Wojewódzka Wystawa Fotografii Prasowej (wystawa zbiorowa), Zamek Książąt Pomorskich, Szczecin (1966)[3]
- Zamek Książąt Pomorskich, Szczecin (2002)[3]

## Publikacja
- Szczecin w obiektywie Anatola Weczera (oprac. Paweł Knap), Wydawnictwo Walkowska, Szczecin 2011, 204 ss. ISBN 978-83-618-0527-4[8]

## Nagroda
- World Press Photo (1967)[2][3][4]